# Districtul Bouinan
Bouinan este un district din provincia Blida, Algeria.